# Gisela von Backnang
Gisela von Backnang (* vor 1027; † vor 1050) war eine schwäbische Adlige in der ersten Hälfte des 11. Jahrhunderts. Durch ihre Ehe mit dem Sülchgau-Grafen Hesso in den 1020er-Jahren gelangten vermutlich die Stadt Backnang und weitere Besitzungen im Murrgau als Mitgift an die Dynastie der Hessonen. Gisela ermöglichte somit durch ihre zugebrachten Güter die hessonische Herrschaftsbildung am mittleren Neckar; Backnang wurde bis zum Ende des Jahrhunderts zum Zentrum des Adelsgeschlechts.
Ihr  Beiname „von Backnang“ ist nicht zeitgenössisch belegt, Backnang wurde erst 1067 als Baccananc ersterwähnt. Gisela selbst wird erstmals im Jahr 1027 in einer Quelle genannt; ihr Mann – über den wenig mehr als sein Name bekannt ist – gehört dort zu den Anwesenden bei der Festlegung eines Wildbanns im Murrhardter Wald.
Aufgrund des großen Umfangs ihrer Besitzungen geht man davon aus, dass Gisela einem bedeutenden Adelsgeschlecht entstammt. Möglicherweise gehört sie den frühen Grafen von Calw an. Da der Name „Gisela“ zur damaligen Zeit häufig im Umfeld der Herzöge von Schwaben vorkam, wird auch über eine Herkunft aus diesem Bereich spekuliert, so könnte sie eine Verwandte der Kaiserin Gisela von Schwaben sein, eventuell sogar deren Tochter aus zweiter Ehe mit Herzog Ernst I.
Bekannt ist, dass Gisela und ihr Mann zu den Förderern des Klosters Einsiedeln (in der heutigen Schweiz) gehörten; nach ihrem Tod vor 1050 wurde ihnen von den dortigen Mönchen als verstorbene Wohltäter im Jahrzeitbuch im Monat März gedacht. Gisela wurde des Weiteren auch in Einsiedeln begraben. Um 1050 schenkten ihre beiden Söhne, Gerung und Hesso von Blansingen, zum Wohle des mütterlichen Seelenheils dem Kloster Ländereien in Stetten bei Lörrach. Letzterer Sohn ist vermutlich mit Hesso I. von Backnang identisch.